# Frans van Schooten
Franciscus (Frans) van Schooten jr. (Leiden, 1615 - Leiden, 29 mei 1660) was een Nederlandse wiskundige en hoogleraar wiskunde aan de Leidse ingenieursschool.

## Levensloop
Frans van Schooten was de zoon van Frans van Schooten (de oudere), die in Leiden hoogleraar was in de wiskunde. Vader van Schooten had onder anderen Christiaan Huygens, Johan van Waveren Hudde en René de Sluse als studenten. Van Schooten jr. schreef zich in 1631 aan de Universiteit van Leiden in om wiskunde te studeren. Hij heeft college gevolgd bij onder anderen Jacobus Golius.
In dezelfde periode was ook René Descartes student in Leiden. Van Schooten leerde zo de studentenkring rond Mersenne in Parijs kennen. Hierdoor aangespoord trok Van Schooten naar Parijs. Terwijl hij in Parijs was, kon hij de werken van Viète raadplegen, wiens verzameld werk hij in 1646 onder de titel Opera Mathematica publiceerde. Van 1641 tot 1643 verbleef van Schooten in Londen.
In 1643, na zijn terugkeer in Leiden, werd Van Schooten assistent van zijn vader en toen die twee jaar later stierf, kreeg hij diens leerstoel aan de Leidse ingenieursschool.
Van Schooten bleef ijverig corresponderen met de wiskundigen die hij in het buitenland had ontmoet. Deze correspondentie is verloren gegaan.

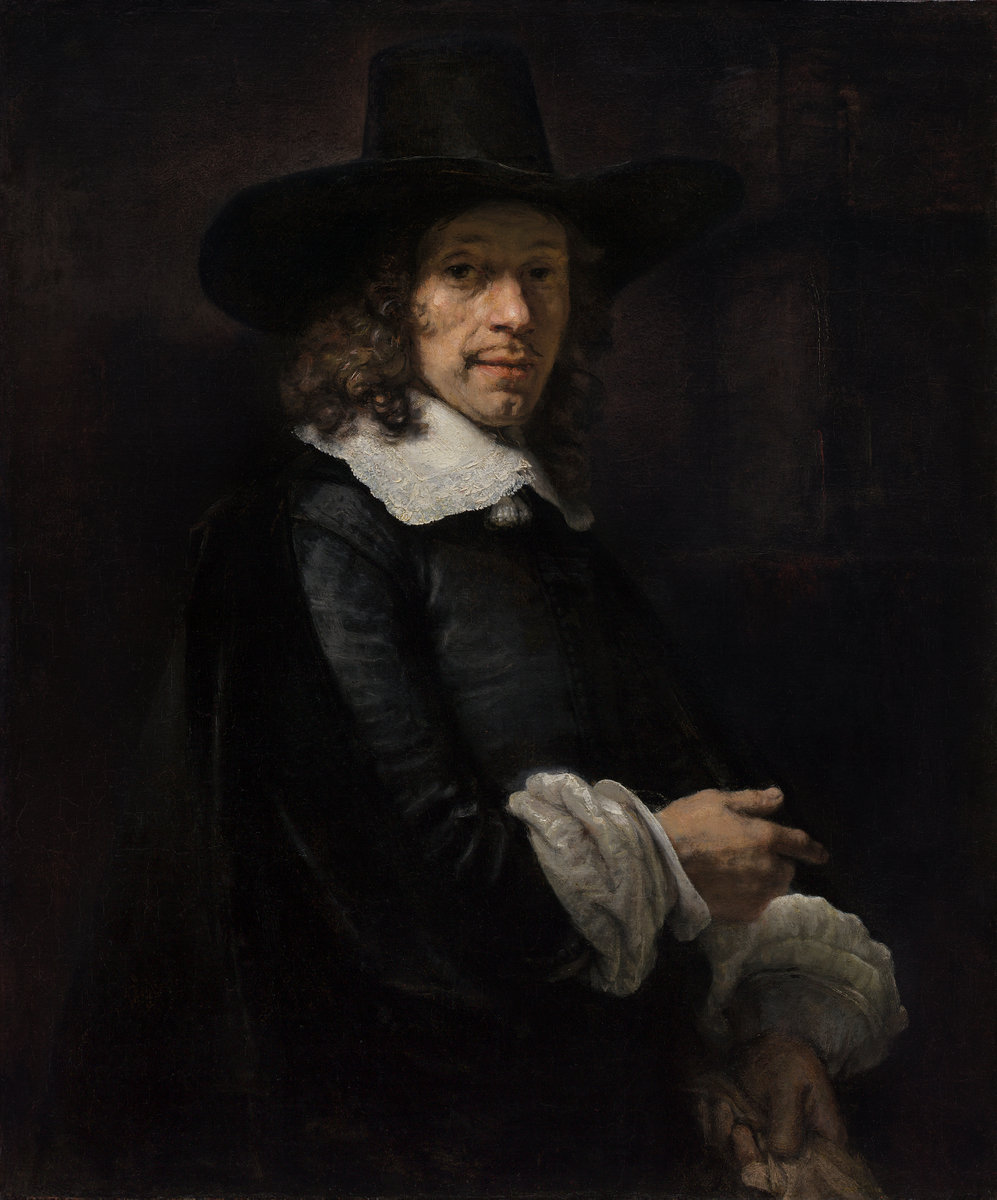
Schilderij door Rembrandt van Rijn

Portret van Margrieta Wijnants door Rembrandt

In 1652 trouwde hij met Margrieta Wijnants, die eerder dienstbode bij hem was. Het echtpaar werd geportretteerd door Rembrandt. Dat twee schilderijen van Rembrandt dit echtpaar uitbeelden, werd in 2018 ontdekt door Johan Zwakenberg.

## Werk
Van Schooten spande zich in om de cartesische meetkunde (analyse met behulp van coördinaten) te verspreiden. Hij bestudeerde Stifels versie van het Duitse algebraleerboek Coss van Christoff Rudolff (1525) en vertaalde in 1649 Descartes' Géométrie in het Latijn. Hierdoor kwam dit belangrijk werk onder de aandacht van een ruimere kring van ook buitenlandse wiskundigen en droeg daarmee bij aan de verspreiding van de kennis van de analytische meetkunde.

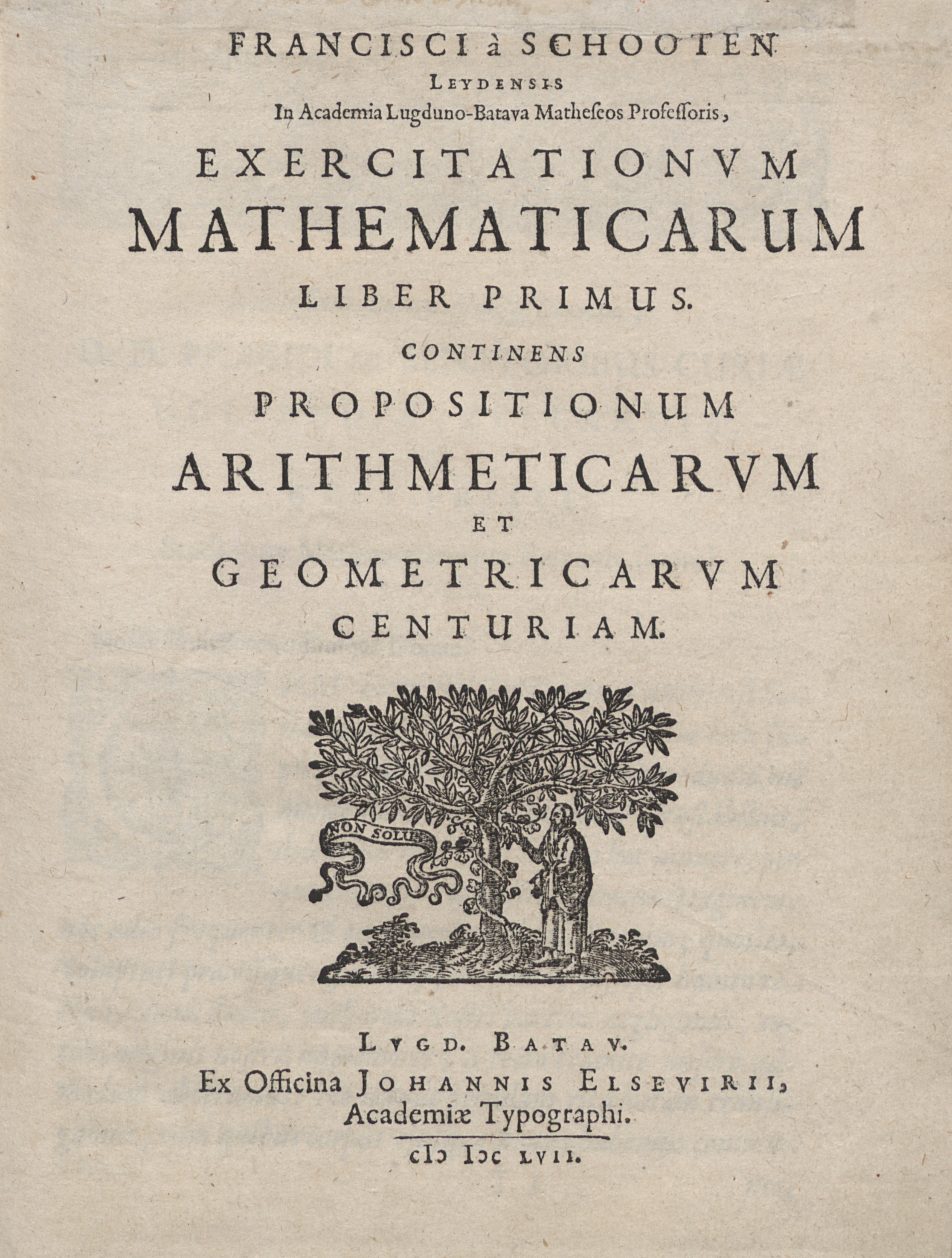
Exercitationum Mathematicarum(1656-1657)

Van Schootens eigen werk, Geometria a Renato Des Cartes, verscheen in twee delen (1659 en 1661); de appendices die daarin voorkwamen, zijn van de hand van drie van zijn leerlingen: Johan de Witt, Johan van Waveren Hudde en Hendrik van Heuraet. Het was dit werk dat zowel Gottfried Leibniz als Isaac Newton kenden en op voortbouwden.
Verder publiceerde hij in 1657 de Exercitationes mathematicae, een verzameling wiskundige oefeningen. In dit werk werd voor de eerste keer een uitbreiding gesuggereerd naar de driedimensionale analytische meetkunde. Frans van Schooten vertaalde in 1657 onder de titel De Ratiociniis in Ludo Aleae het bekende werk van zijn leerling Christiaan Huygens over kansrekening: Rekeningh in Spelen van Geluck. Via Dirck Rembrantsz van Nierop kreeg Van Schooten diens boek Verklaringhe over de loop des Hemels toegestuurd.

## Publicaties, een selectie
- Franciscus van Schooten: Exercitationvm Mathematicarum libri quinque. Lugdunum Batavorum [= Leiden]: Johannes Elsevirius, 1656-1657.